# Plautille
Cet article traite de Plautille ou Plautilla épouse de Caracalla. Pour la sainte chrétienne appelée Plautilla et mère de Flavia Domitilla, voir Plautilla (sainte chrétienne).
Fulvia Plautilla (en français Plautille) était la fille de Gaius Fulvius Plautianus (en français Plautien), un grand propriétaire de Leptis Magna en Afrique, et ami de l'empereur Septime Sévère. 

## Biographie
Après que son père soit devenu préfet du prétoire, elle épouse le 9 avril 202 à l'âge de quatorze ans le jeune Caracalla, fils de Septime Sévère, du même âge qu'elle. Le couple ne s'entendait pas, et il semble que Plautille n'ait pas réussi à donner un héritier à son mari. Toutefois, Plautille figure sur un revers monétaire tenant un enfant sur son bras, et la lecture que fait Gagé d'un passage d'une inscription relative aux jeux séculaires de 204 évoque la naissance d'un fils de Caracalla. Non mentionné dans les écrits d'Hérodien et de Dion Cassius, cet enfant n'aurait vécu que peu de temps. 
À la suite d'une lutte d'influence entre Plautien et l'impératrice Julia Domna, mère de Caracalla, ce dernier prit le parti de sa mère, et fit assassiner Plautien en 205. Caracalla répudia immédiatement Plautille que Septime Sévère exila aux îles Lipari, avec un revenu suffisant pour vivre confortablement. 
Elle y fut assassinée sur l'ordre de Caracalla, après la mort de Septime Sévère en 211.